# Маркони, Владислав
Владислав Марко́ни (пол. Władysław Marconi; 29 февраля 1848, Варшава, Российская Империя — 4 июня 1915, там же) — русский архитектор, консерватор архитектурных памятников и реставратор.

## Биография
Родился в семье архитектора итальянского происхождения Генрика (Энрико) Маркони и шотландки Маргариты Гейтон (1807—1884). Мать Владислава была кальвинисткой и поэтому некоторые дети в семье были воспитаны как католики, а другие, в том числе и Владислав, — как кальвинисты.
Продолжатель дела своего отца, Владислав Маркони в 1874 году окончил Императорскую Академию художеств в Санкт-Петербурге, после чего вернулся в Варшаву, где кроме профессиональной работы, активно занимался социальной и культурной деятельностью.
Был одним из основателей Общества по охране исторических памятников, Кружка архитекторов, членом комитетов по строительству памятника Адаму Мицкевичу в польской столице и Николаевского моста Варшавы (ныне Мост Понятовского), городской канализации и больниц, член фотографического общества Варшавы.
Похоронен на Кальвинистском кладбище Варшавы.
Старший брат Леандро Маркони (1834—1919) также стал известным архитектором.

## Избранные проекты
Автор ряда проектов в польской столице и других городах Польши:
- Гостиница «Бристоль» (Варшава, 1902)
- Здание страхового общества «Россия» на ул. Маршалковской 124 (1901)
- Малый дворец Дзевульских (Варшава, 1910)
- Здание страхового общества от пожаров (Варшава)
- Дом еврейского сообщества (Варшава, 1887)
- кондитерская фабрика Яна Фризинского (Варшава)
- публичная библиотека им. Кербедзюв (Варшава)
- Здание приюта св. Франциска (Варшава)
- Школа для детей трамвайщиков (Варшава)
- Дворец в Борковичах и др.

Провёл работы по сохранению (консервации) Вилянувского дворца (1906) и дворца Весслув (Саксонская почта) и ряд других объектов в столице.

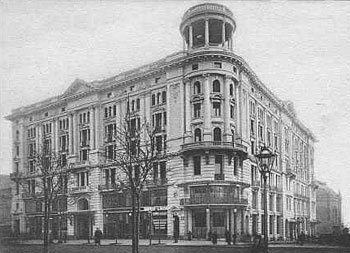
Гостиница «Бристоль»
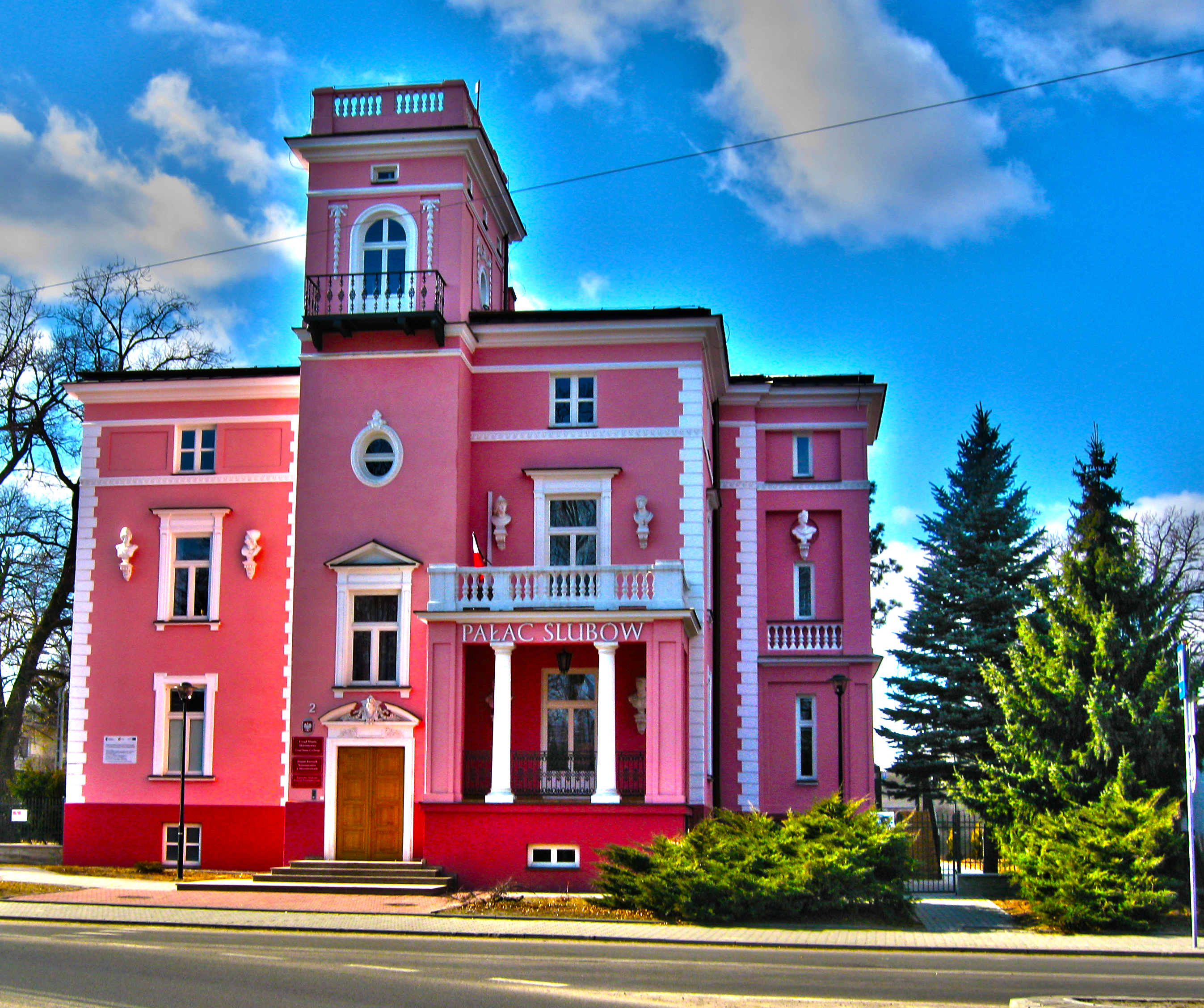
Вилла Козловских
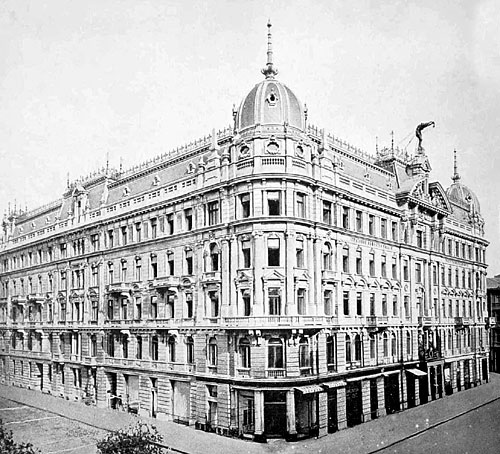
Здание страхового общества «Россия» на ул. Маршалковской 124
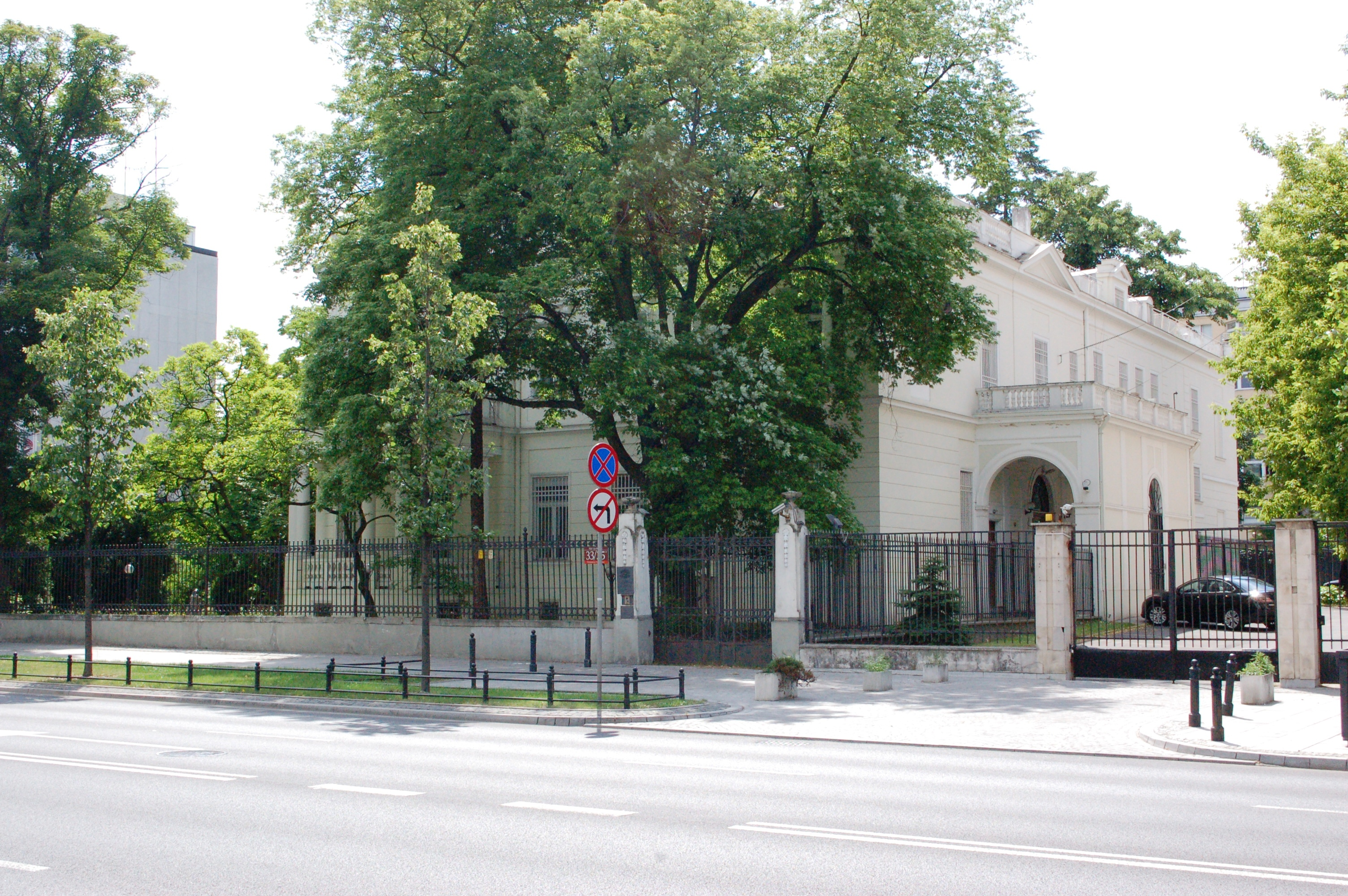
Малый дворец Дзевульских
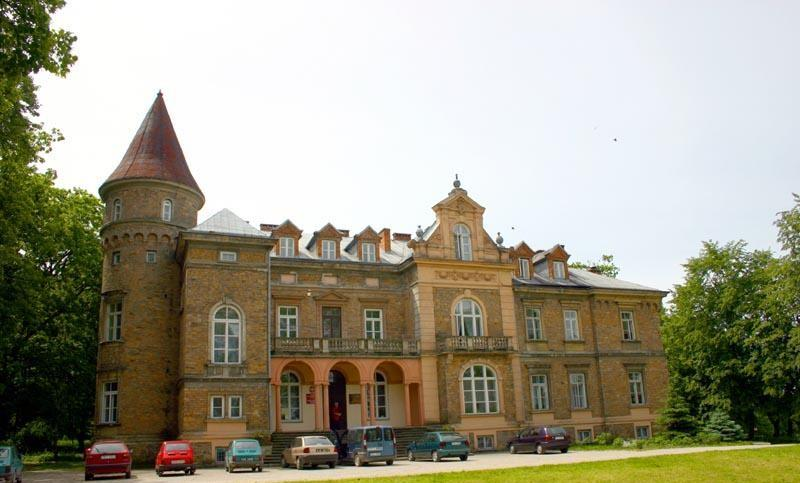
Дворец в Лопушно